# Bassiano (prefeito augustal)
Bassiano (em latim: Bassianus) foi um oficial romano do século IV, ativo durante o reinado do imperador Teodósio (r. 378–395). Quase nada se sabe sobre ele, exceto que presumivelmente serviu em 379 como prefeito augustal do Egito.